# Kelaisi Tengah
Kelaisi Tengah is een bestuurslaag in het regentschap Alor van de provincie Oost-Nusa Tenggara, Indonesië. Kelaisi Tengah telt 769 inwoners (volkstelling 2010).